# 25973 Puranik
25973 Puranik (tên chỉ định: 2001 FP38) là một tiểu hành tinh vành đai chính. Nó được phát hiện bởi dự án Nghiên cứu tiểu hành tinh gần Trái Đất Lincoln ở Socorro, New Mexico, ngày 18 tháng 3 năm 2001. Nó được đặt theo tên Arjun Ranganath Puranik, an American high school student và finalist in the 2010 Intel Science Talent Search.